# Анна (фильм, 1967)
Анна (фр. Anna) — французский музыкальный комедийный фильм Пьера Коральника 1967 года с Анной Кариной в главной роли.

## В ролях
- Анна Карина — Анна
- Жан-Клод Бриали — Серж (в роли Джей Си Бриали)
- Марианна Фейтфулл — девушка на вечерних танцах
- Серж Генсбур — друг Сержа
- Барбара Соммерс — тётя Сержа
- Изабель Фельдер — тётя Сержа
- Анри Вирлойжо[англ.] — банкир
- Юбер Дешам — телеведущий